# Rab (ø)
 For alternative betydninger, se Rab. (Se også artikler, som begynder med Rab)
Rab [ɾâːb] ( Dalmatian, latin: Arba , italiensk: Arbe, tysk: Arbey ) er en ø i den regionen Dalmatien i Kroatien, beliggende i Adriaterhavet lige ud for den nordlige kroatiske kyst.
Øen er 22 km lang, har et areal på 93,6 km2  og har 9.328 indbyggere (2011). Den vigtigste by på øen er byen med samme navn, Rab, selvom nabolandsbyen Palit har den største befolkning. Den højeste top er bjerget Kamenjak der er 408 moh. Den nordøstlige side af øen er hovedsageligt gold karst, mens den sydvestlige side er dækket af en af Middelhavets sidste egeskove.
Der er færgeforbindelser fra øen Rab til fastlandets havn Stinica og til naboøerne Krk og Pag.Tidligere var der flere daglige forbindelser med vandfly fra Rab til Zagreb og til Rijeka via Rijeka Lufthavn i Omišalj på naboøen Krk, men de blev indstillet i 2016.

## Navn
Øen Rab blev først nævnt i en græsk kilde Periplus of Pseudo-Scylax (360 f.Kr.) og derefter af andre græske og romerske geografer under navnet Arba. Liburnere er de ældste kendte indbyggere på øen. Arba var også navnet på den liburnske bosættelse i den moderne by Rab. Det er ikke sikkert, hvor gammelt dette navn er; det kan være lige så gammelt som bebyggelsen, hvilket betyder fra begyndelsen af jernalderen. Det illyrisk-liburanske ord Arb betød 'mørkt, dunkelt, grønt, skovklædt'. Derfor bør navnet Arba forstås som et toponym, der betyder "den sorte ø", på grund af de rige fyrreskove, der engang voksede på øen.
Efter det 1. århundrede e.Kr. blev den beskrevet af mange andre græske og romerske forfattere under navnene Arba og Arva.
Dens middelalderlige dalmatisk talende befolkning brugte Arbe, Arbia, Arbiana, Arbitana og oftest Arbum i dokumenterne skrevet på latin.
Arbe blev også det venetianske navn på byen i det 15. århundrede, da den kom under Republikken Venedigs herredømme.

## Historie
Øen høres første gang under illyrerne i 360 f.Kr. Det var en del af Liburnien og derefter en del af Romerriget. Kejser Octavian Augustus byggede bymure og gav Rab titlen Municipium.
Sankt Marinus, grundlæggeren af ministaten San Marino, stammede fra Rab, hvorfra han flygtede under kejser Diocletians religiøse forfølgelser.
Den tidligste biskop af Arba, hvis navn er bevaret i et eksisterende dokument, er Titianus, en deltog i et koncil afholdt i 532 i Salona, ærkebispesædet, hvor Arba var en suffragan. Blandt underskriverne af det andet koncil i Nicea var en biskop af Rab, nemlig Ursus. ("Ursus episcopus Avaritianensium ecclesiae" Ursus af Rab) Den 17. oktober 1154 blev Arba i stedet knyttet til ærkebispedømmet Zadar. Ved den pavelige bulle Locum Beati Petri af 30. juni 1828 sluttede bispedømmets historie og dets område blev forenet med det Det romersk-katolske stift Krk. Arba er i dag opført af den katolske kirke som et titulært sæde.
I middelalderen var Rab en af de dalmatiske bystater og forblev en del af det byzantinske imperium med forskellige grader af autonomi. I en kort periode var den en del af det middelalderlige kongerige Kroatien. I år 1000 blev øen, sammen med de mange andre øer og byer i Dalmatien, underkastet Republikken Venedig. I 1358 kom øen under kong Ludvig den Stores styre, Angevin-herskeren i Ungarn.
Under renæssancen blev det regeret af Venedig fra 1409 til slutningen af det 18. århundrede efterfulgt af et kort mellemspil under Napoleon. Det blev i 1815 annekteret af Habsburgerne, og forblev under østrigsk styre indtil 1918.
Da et flertal af dens indbyggere var italiensktalende, søgte lokalbefolkningen at komme under Kongeriget Italien, men Italien besluttede til sidst at afstå øen til Jugoslavien i 1921, og mange af dens italiensktalende indbyggere rejste efterfølgende til Istrien og resten af Italien.
Under Anden Verdenskrig etablerede det fascistiske Italiens styrker koncentrationslejren Rab på øen. I 1953 byggede man et mindeanlæg på stedet for den tidligere lejr, beliggende i landsbyen Kampor.
Efter Anden Verdenskrig var øen en del af Den Socialistiske Føderale Republik Jugoslavien indtil uafhængighedsafstemningen i 1991.
Øen Rab er rig på kulturarv og kulturhistoriske monumenter, der gør den til et populært feriemål. Rab er også kendt som en pioner inden for naturisme efter kong Edward 8. og Wallis Simpsons besøg.
Øen er i dag meget populær blandt turister og familier for sin smukke natur, strande, kulturarv og mange begivenheder, især Rab armbrøstturneringen og Rab-middelalderfestivalen kaldet Rapska Fjera.